# Serge Persky
Pour les articles homonymes, voir Persky.
Serge Persky (en russe : Сергей Маркович Перский, Sergueï Markovitch Perski ; né le 11 décembre 1870 à Tchernihiv et mort le 17 mars 1938 à Nice) est un écrivain, critique littéraire et traducteur franco-russe.
Il fut un des principaux traducteurs du russe en français du début du XXe siècle. Il fit notamment connaître en France Leonid Andreïev, Maxime Gorki et Dimitri Merejkovski. Il écrivit de nombreux essais sur la littérature russe.

## Œuvres
- Wania, 1905
- Les Sept pendus de Andreïev, 1911
- L’Enfant, 1909
- Le Pape noir, 1909
- Tolstoï intime : souvenirs, récits, propos familiers, 1909
- Les Maîtres du roman russe contemporain, 1912
- La Vie et l'œuvre de Dostoïevsky, 1918
- De Nicolas II à Lénine, 1917-1918
- Trois épouses : Nathalie Pouchkine, Anna Dostoïeroman Ruvsky, Sophie Tolstoï, 1929